# دانشگاه دولتی حقوق، بازرگانی و سیاست تاجیکستان
دانشگاه دولتی حقوق، بیزنس (بازرگانی) و سیاست تاجیکستان یکی از دانشگاه‌های دولتی تاجیکستان بوده، در شهر خجند ولایت سغد جای دارد.

## تاریخ
دانشگاه طبق قرار شورای وزیران جمهوری تاجیکستان از ۵ اوت ۱۹۹۳ با شمارهٔ ۳۶۴ و قرار کمیتهٔ شورای دپوتت‌ها (قائم‌مقام‌ها)ی ولایت لنین‌آباد از ۳۱ مارس ۱۹۹۴ تأسیس شده، از ابتدای فعالیت رو به توسعه نهاد. حالا در این دانشگاه بیش از ۵۸۰۸ دانشجو از در رشته‌های حقوق‌شناسی (حقوق)، اقتصادیات (اقتصاد)، مِنِجمنت (مدیریت)، مارکتینگ (بازاریابی)، اینفورماتیکا (فناوری اطلاعات) و تکنولوژی‌های کامپیوتری، سیاست‌شناسی (علوم سیاسی) و مناسبت‌های بین‌الخلقی (روابط بین‌الملل) تحصیل می‌نمایند.

## دانشکده‌ها
- دانشکدهٔ حقوق‌شناسی
- دانشکدهٔ بیزنس و اداره‌کنی
- دانشکدهٔ تخنولوگیاهای کامپیوتری و حسابگیری
- دانشکدهٔ مالیه
- دانشکدهٔ سیاست‌شناسی و مناسبت‌های بین‌الخلقی (دیپلوماتیا)
- دانشکدهٔ اینووتسیا و تخنولوگیای تجارتی